# Quarante-cinquième circonscription de la Seine
La Quarante-cinquième circonscription de la Seine est l'une des neuf circonscriptions législatives que compte le département français de la Seine, situé en région Île-de-France.

## Description géographique
La Quarante-cinquième circonscription de la Seine était composée de :
- commune de Montreuil
- commune de Rosny-sous-Bois[2]

## Description historique et politique

### Historique des députations[3]
| Législature | Début de mandat | Fin de mandat  | Député                | Parti politique | Observations                                                                             |
| ----------- | --------------- | -------------- | --------------------- | --------------- | ---------------------------------------------------------------------------------------- |
| Ire         | 9 décembre 1958 | 9 octobre 1962 | Jean-Pierre Profichet | UNR             | Mandat écourté à la suite d'une dissolution parlementaire décidée par Charles de Gaulle. |
| IIe         | 6 décembre 1962 | 2 avril 1967   | Louis Odru            | PCF             |                                                                                          |

## Historique des élections

### Élections de 1958[4]
| Candidat       | Candidat                  | Parti          | Premier tour | Premier tour | Second tour | Second tour |  |
| Candidat       | Candidat                  | Parti          | Voix         | %            | Voix        | %           |  |
| -------------- | ------------------------- | -------------- | ------------ | ------------ | ----------- | ----------- |  |
|                | Jacques Duclos            | PCF            | 21 049       | 40,31        | 21 252      | 41,74       |  |
|                | Jean-Pierre Profichet élu | UNR            | 18 218       | 34,89        | 29 662      | 58,26       |  |
|                | Henri Frenay              | SFIO           | 10 416       | 19,95        | 40          | 0,08        |  |
|                | Yves Anthelme             | Divers         | 1 721        | 3,3          |             |             |  |
|                | Marcel Lézié              | UFF            | 817          | 1,56         |             |             |  |
|                |                           |                |              |              |             |             |  |
| Inscrits       | Inscrits                  | Inscrits       | 64 666       | 100,00       | 64 472      | 100,00      |  |
| Abstentions    | Abstentions               | Abstentions    | 11 363       | 17,57        | 12 589      | 19,53       |  |
| Votants        | Votants                   | Votants        | 53 303       | 82,43        | 51 883      | 80,47       |  |
| Blancs et nuls | Blancs et nuls            | Blancs et nuls | 1 082        | 2,03         | 969         | 1,87        |  |
| Exprimés       | Exprimés                  | Exprimés       | 52 221       | 97,97        | 50 914      | 98,13       |  |

Le suppléant de Jean-Pierre Profichet était Philibert Hoffmann, maire de Rosny-sous-Bois.

### Élections de 1962[4]
| Candidat       | Candidat                      | Parti          | Premier tour | Premier tour | Second tour | Second tour |  |
| Candidat       | Candidat                      | Parti          | Voix         | %            | Voix        | %           |  |
| -------------- | ----------------------------- | -------------- | ------------ | ------------ | ----------- | ----------- |  |
|                | Louis Odru élu                | PCF            | 20 572       | 45,65        | 25 077      | 53,38       |  |
|                | Jean-Pierre Profichet sortant | UNR-UDT        | 18 771       | 41,65        | 21 897      | 46,62       |  |
|                | Édouard Stoesel               | SFIO           | 3 854        | 8,55         | Retrait     | Retrait     |  |
|                | René Couturaud                | UFF            | 1 867        | 4,14         |             |             |  |
|                |                               |                |              |              |             |             |  |
| Inscrits       | Inscrits                      | Inscrits       | 64 664       | 100,00       | 64 658      | 100,00      |  |
| Abstentions    | Abstentions                   | Abstentions    | 18 498       | 28,61        | 15 948      | 24,67       |  |
| Votants        | Votants                       | Votants        | 46 166       | 71,39        | 48 710      | 75,33       |  |
| Blancs et nuls | Blancs et nuls                | Blancs et nuls | 1 102        | 2,39         | 1 736       | 3,56        |  |
| Exprimés       | Exprimés                      | Exprimés       | 45 064       | 97,61        | 46 974      | 96,44       |  |

Le suppléant de Louis Odru était Roger Daviet, dessinateur industriel, de Rosny-sous-Bois.